# فرمول یک ۲۰۲۱ (بازی ویدئویی)
اف۱ ۲۰۲۱ بازی ویدیویی رسمی مسابقات قهرمانی فرمول یک و فرمول ۲ ۲۰۲۱ است که توسط کدمسترز ساخته شده و توسط الکترونیک آرتس منتشر شده‌است.

## توسعه و انتشار
این بازی یک حالت داستانی به نام نقطه ترمز را معرفی می‌کند که در آن راننده خیالی بازگشت، دوون باتلر وجود دارد. طبق بیانیه کدمسترز، نقطه ترمز بازیکنان را در دنیای پر زرق و برق فرمول یک غوطه ور می‌کند، طعمی از سبک زندگی در داخل و خارج از مسیر را می‌دهد: رقابت‌ها، احساسات و فداکاری لازم برای رقابت در بالاترین سطح است. برای اولین بار زمان، در حالت شغلی، اکنون برای دو بازیکن امکان بازی حالت شغلی با هم وجود دارد (یا به عنوان هم تیمی یا رقبا). چون بازی بر اساس فصل ۲۰۲۱ فرمول یک استوار است، این بازی تازه‌کارها را به نام میک شوماخر (نماینده آزاد در حالت اف۱ ۲۰۲۰ شغل تیم من)، نیکیتا مازپین و یوکی سونودا معرفی می‌کند. آلپاین و استون مارتین نیز در این بازی ظاهر می‌شوند، زیرا هر دو تیم ریسینگ پوینت و رنو، که قبلاً در بازی فرمول یک ۲۰۲۰ حضور داشتند، برای این فصل تغییر نام داده‌اند.
این بازی همچنین اولین بازی تحت مارک ای‌ای اسپورتس به دلیل خرید کدمسترز توسط شرکت‌ها است، که در ۱۸ فوریه ۲۰۲۱ پایان یافت، فقط چند ماه قبل از انتشار پیش پرده آن.